# Власюк Іван Харитонович
Власюк Іван Харитонович, (1908, с. Залюття (Старовижівський район), Волинь — †1991) — останній лірник Волинського Полісся. Належав до давнього поліського осередку сліпецької традиції мандрівних співців-професіоналів.

## Біографія
Народився у с.Залюття Старовижівського району Волинської області у сім'ї малозаможного селянина із села Кримне Володимир-Волинського повіту.
У дитячому віці втратив зір внаслідок хвороби. Під час Першої світової війни разом з батьками перебував у Курській губернії у "біженцях", звідки повернувся у 1921 році на батьківщину.
Молодим хлопцем вчився один рік лірництву у відомого лірника із сусіднього села Рокиті Степана Рибачука. Після так званої "визвілки" (тобто дозволу мандрувати з лірою самостійно) багато мандрував з лірою, побував у Луцьку, Дубні, Кремінці, Почаєві, Берестечку. Після Другої світової війни ходив з поводирем переважно по глухих поліських селах, щоб уникнути переслідувань з боку міліції та місцевих чиновників. Грав вдома на свята. Знав достеменно лірників з околишніх та дальших сіл, спілкувався з гармоністами.
За спостереженнями дослідника та записувача творів Івана Власюка луцького етнографа Олекси Ошуркевича, лірник мав добру музичну пам'ять, унікальний слух, вправно грав на скрипці, але ліра була його улюбленим інструментом. Майже досконало знав "сліпецький" жаргон, лірницькі професійні звичаї. Повсюдно виявляв принциповість, розповідав, що "тих лірників, що погано обращалися з людьми, колись ми судили...В необучених забирали інструмент, гнали їх". 
Лірницький репертуар Волинського Полісся дещо відрізнявся від репертуару східної та південної Волині. В силу різних обставин все менше виконувалось історичних пісень, не було дум. Кожен лірник мав свій індивідуальний репертуар, який залежав від місцевих традицій, уподобань виконавців, від попиту слухачів. Репертуар Івана Власюка був обширним, перевагу він надавав жартівливо-гумористичним творам. Тематичне різноманіття співака дивувало тогочасну сліпецьку братію: "Іван все знав - і польки, і "Яблочко", і "Краков'яка", і "Пана", і "Попаденьки", і всьо-всьо він грав. Такеї пісні нема, щоб він не знав. Хоч сліпих тут було до 100 чоловік", - згадували очевидці.
Протягом етнографічної роботи з Іваном Власюком у 1968-1969 рр. Олекса Ошуркевич записав на магнітофонну стрічку 16 повносюжетних лірницьких творів, яким відповідають 13 мелодій. За жанровими ознаками репертуар поділяється на 2 основні частини: 1) релігійно-моралізаторські псалм та балада; 2) жартівливо-розважальні та сатиричні твори. Група "набожних" пісень свідомо не поповнювалась лірником з огляду на жорстокий антирелігійний пресінг того часу.
Стрій інструменту Власюка  - найпоширеніший для лірницького виконавства: квінтовий бурдон із дублюванням верхнього звуку мелодичною струною ("співаницею" за М.Лисенком). Манера виконання має ознаки співності, з невеликими відхиленнями у бік декламування для підсилення інтонаційної експпресії у відповідних місцях сюжету. Форма виконання вкладається в рамки мелодичного періоду (4-, 6- та 8-тактового), який разом зі словом в'яжеться у строфу (2-, 3- та 4-рядкову). Ритміка поділяється на два види, в залежності від сюжету твору, мірну та акцентовану. Інструментальна частина мелодичного тексту ускладнена мордентами, трелями, форшлагами. Майстерно застосовувався  Власюком оригінальний виконавський прийом - штрихове staccato, який досягався на інструменті шляхом короткотривалої зупинки коліщатка.

## Ліра
Ліра Івана Власюка зараз зберігається у фондах Державного музею театрального, музичного та кіномистецтва України у м.Києві. 
На основі пісень Івана Власюка та деякого іншого матеріалу у 2002 році була видана книга "Лірницькі пісні з Полісся", за упорядкуванням Олекси Ошуркевича та нотними транскрипціями Юрія Рибака та виданий CD "Поліський лірник" з 16-ма творами І.Власюка, записаними у 1968-69 рр.